# Орахово уље
Орахово уље се добија од питомог ораха (лат. Juglans regia L., Juglandaceae)  које је листопадно дрво високо до 25m, а његов плод је коштуница грађена од зеленог спољног меснатог овоја унутар којег се налази тврда језгра. Пореклом је из Мале Азије, а узгојем се одавно проширио по целом свету, тако и у Европи.
Садржај уља ораховoг језгра креће се од 50 до чак 70%. Висок је садржај незасићених масних киселина, а посебно линолне и линоленске које су и есенцијалне. Управо због високог садржаја ω-3 и ω-6 есенцијалних масних киселина орахово уље сврставамо у уља високе нутритивне вредности. Доказано је антибактеријско и антифунгално деловање уља ораха те да утиче на снижавање холестерола и триглицерида у крви.
Употреба ораховог уља има заштитну улогу код кардиоваскуларних обољења и карцинома те значајну превентивну улогу у модификацији липопротеинског профила (Граце и Сур., 1986). Орахово уље је златно-жуте до светло браон боје и производи се хладним пресовањем. Код декларисаног девичанског ораховог уља масу самлевених језгара загревамо и прес хидрауличном пресом, а коначан принос и сензорска својства уља зависе о примењеној температури током пресовања. Принос уља је око 0,5l по 1kg језгра ораха, а због специфичног трпког, горкастог укуса најчешће се користи као салатно зачинско уље.
Орахово уље је погодно и за производњу сликарских боја због добре способности "сушења", а остатак од језгра након пресовања (погача) се може користити као сточна храна или за производњу разних прехрамбених производа.Језгро ораха и добијено орахово уље су врло осетљиви на оксидацију па могу брзо ужегнути, односно долази до непријатне појаве мириса и укуса.

### Процес производње хладно пресованих биљних уља
У технолошком процесу производње нерафинираних и хладно пресованих јестивих уља основни предуслов је осигурати сировину одговарајућег квалитета. Пре издвајања уља из сировине механичким путем, зависно од врсте сировине, важно ју је претходно припремити поступцима чишћења, сушења, љуштења и млевења. Припремљену сировину пресујемо на температури до 50°C и добијамо хладно цеђено јестиво уље.

#### Чишћење семена
Семе се чисти при уласку у складиште, пре и после сушења и пре саме прераде. У маси сировине могу бити присутне властите и стране нечистоће. Делови исте биљке, покварено, поломљено и штуро семе убраја се у властите нечистоће. Према пореклу стране нечистоће делимо на органске и неорганске. Делове страног биља и страно семе убрајамо у органске нечистоће, а каменчиће, земљу, прашину и металне делове у неорганске. Нечистоће могу штетно деловати на ускладиштено семење јер утичу на смањење садржаја уља у сјемењу, а могу оштетити и машине приликом прераде па их је потребно потпуно уклонити. Операција чишћења семења код које одваја круто од крутог заснива се на принципима одвајања по облику, различитој величини семења и нечистоћа, на бази магнетизма, различитих аеродинамичких својстава те на бази специфичне тежине. На наведеним принципима заснивају се технолошке операције просејавања и решетања, сортирање, проветравање или аспирација, пропуштање преко магнета те одвајање семења флотацијом.

#### Љуштење семена
Љуска семена изграђена је од целулозних и хемицелулозних материје, а њена улога је да штити зрно од климатских и других штетних фактора. Током прераде семена уљарица из љуске се не могу добити никакви корисни састојци јер садржи врло малу количину липида и других храњивих састојака. Љуштењем семена, језгра која је богата уљем постаје приступачнија и лакше се прерађује. Тиме побољшавамо квалитет уља и погаче те повећавамо капацитет и искоришћење пресе. За љуштење семена најчешће се користи механичка метода, помоћу љуштилица, са две основне операције: одвајање језгра ударањем плода ораха о чврсту подлогу, при чему долази до пуцања љуске и ослобађања језгра и раздвајање језгра од љуске на принципу чишћења пресејавањем и проветравањем.
Свака врста уљарице има другачију величину и облик семена те посебне карактеристике љуске, што захтева и одређену конструкцију љуштилице за сваку врсту. Како бисмо постигли бољу ефикасност љуштења сировина се пре љуштења може сортирати по величини.
Ротирајуће плоче и ваљци се најчешће примењују код љуштења семена, а у новије време и љуштилице које раде на принципу пнеуматског ударца.

#### Млевење семена
Станице биљног ткива се током механичког утицаја млевења требају разорити до те мере да сировина лакше отпушта уље током пресовања. То се постиже нарушавањем природне равнотеже елеоплазме која има структуру гела код које су беланчевине и масти међусобно повезане унутрашњим силама. Семе се може млети цело, са семењачом, или само њихова језгра. Млевењем сировина повећава се укупна површина како би се лакше издвојило уље. Важно је одржавати једноличност млевења те постићи оптималну величину честица. Ситна мељава омогућава лакше издвајање уља при пресовању, док је код преситног млевења сировине отежано издвајање уља и дифузија.
За млевење семена уљарица данас се најчешће употребљавају разне варијанте млинова са ваљцима.

#### Пресовање
Пресовање семена уљарица је један од најстаријих технолошких процеса којим се, искључиво механичком екстракцијом, применом притиска, издваја и производи уље. Уз уље, након пресовања заостаје и чврсти део, односно погача са садржајем уља 6 - 8%. Уље након пресовања задржава своја природна својства, а мирис и укус остају карактеристични за сировину из које је уље издвојено. Технолошки процес пресовања проводи се на хидрауличним или континуираним пужним пресама.
Најстарији машински уређаји у производњи биљних уља су хидрауличне пресе, а данас се користе претежно за обраду маслина и бундевиних коштица.

### Паковање и складиштење уља
Како би биљна уља задржала тражени квалитет до потрошње важно је током паковања и складиштења контролисати цео низ параметара, јер због њихове велике осетљивости и код најмањег пропуста постају неупотребљива. До промена у уљу долази под утицајем кисеоника, температуре и светлости. Пре пуњења у малу амбалажу јестива уља држе се у инокс резервоарима.
Након припреме, одмеравања и разлијевања уље се пуни у амбалажу и затвара. Процес паковања завршава обележавањем појединачног или збирног паковања, етикетирањем и палетизација. Амбалажни материјали који се најчешће користе за паковање јестивих уља су: стакло, инокс резервоари и полимерни материјали.
Амбалажни материјали требају у потпуности заштити производ од спољних утицаја и могуће интеракције са њима, имати добра физичко-механичка и баријерна својства, удовољити димензијским захтевима уз могућност лаког отварања те пружити потрошачу све потребне информације.
На прихватљивост производа од стране потрошача велик утицај имају облик и дизајн амбалаже те текст и графичко решење декларације и логотипова.
Упакована биљна уља складиште се у суве, зрачене просторије без директног дневног светла. Требају бити топлотно изолована ради лакшег одржавања температура складиштења. На квалитет утиче и влажност складишта, која се мора максимално смањити јер погодује развоју микроорганизама. У просторијама где складиштимо уља не би се смеле налазити друге намирнице интензивног мириса или мирођије јер уља лако упијају мирисе.